# Битка код Мелитене (575)
Битка код Мелитене вођена је 575. године (према неким изворима 576.) између Византијског царства и Сасанидске Персије. Завршена је победом Византинаца.

## Битка
Године 571. избија нови рат између Византије и Персије. Персијски цар Хозроје I осваја северну Месопотамију. Стање је било толико опасно да је, према византијским изворима, њихов цар Јустин IΙ полудео. За његовог савладара изабран је Тиберије ΙI Константин. Он 575. године организује противнапад. Одлучујућа битка одиграла се код места Мелитене на обали Еуфрата. Византинце је предводио војсковођа Јустинијан. Хозројева војска је опкољена и нападнута приликом преласка реке. Био је то један од најтежих персијских пораза. Хозроје се једва спасао, а после битке је тврдио да краљеви не треба да иду у рат. Византија није искористила ову победу већ је убрзо са Сасанидима склопила мир којим се обавезала на плаћање данка.